# Caféiculture en Équateur

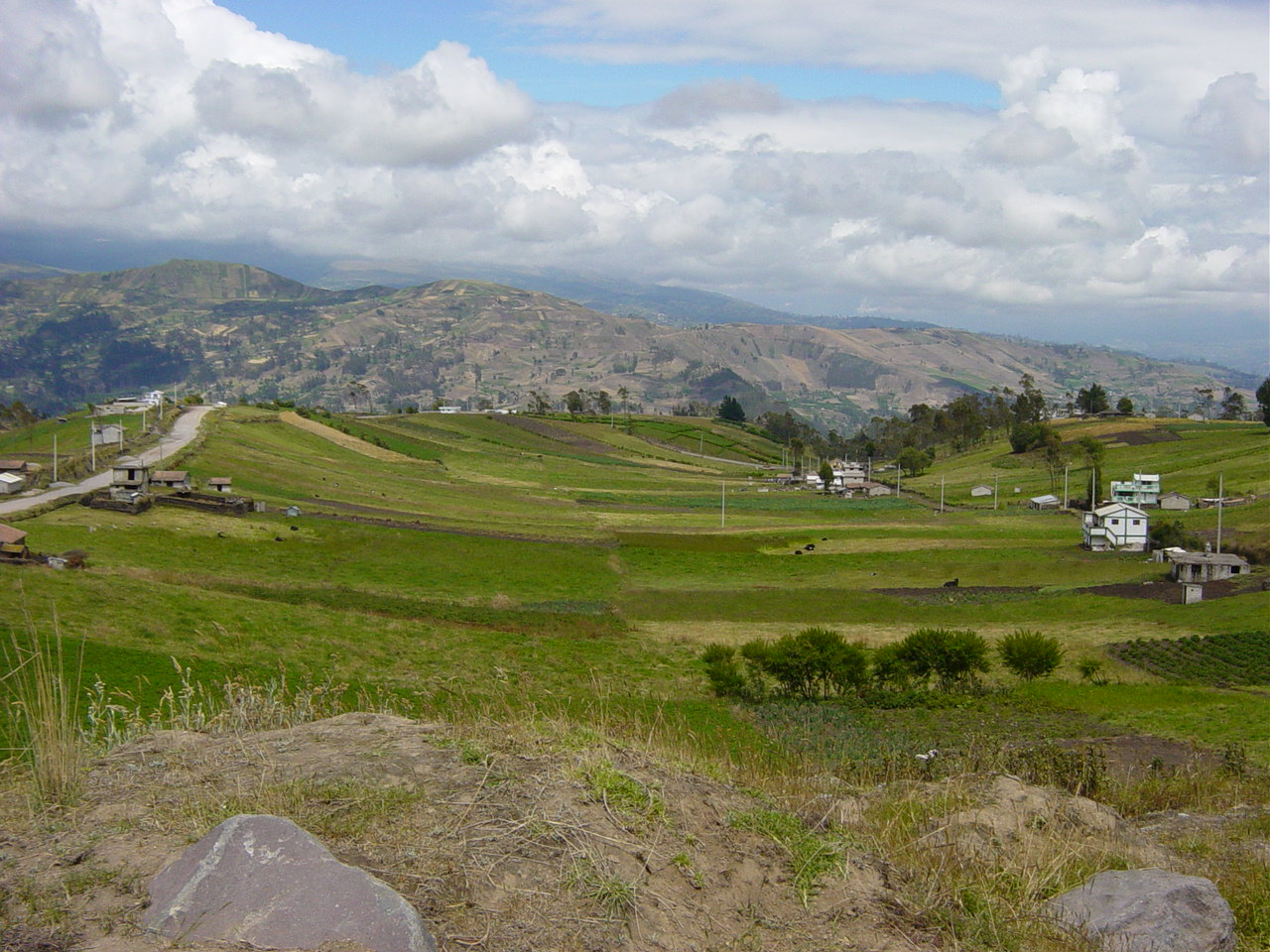
Paysage près d'Ambato, Équateur.

L'Équateur est l'un des 15 pays dans le monde à cultiver et exporter à la fois du café Arabica et du café Robusta, les deux principales espèces de café produites et consommées dans le monde. Les différents écosystèmes de l'Équateur ont permis d'établir différentes cultures de café partout dans le pays, y compris dans les Îles Galápagos.

## Histoire

### Premières années
Historiquement, la Zone de Jipijapa dans la province de Manabí a été l'un des endroits les plus importants de la culture du café en Équateur. Les grains de café y ont été introduits en 1860. Lorsque l'Équateur s'est ouvert au commerce extérieur, d'importants changements sont survenus à travers le pays, certaines nouvelles petites plantations atteignant un degré de développement suffisant pour permettre l'exportation de café et contribuer à la croissance économique de la nation. Ce phénomène s'est produit quasiment de la même manière avec la production de cacao.

### La croissance
En 1903, la culture du café a chuté, mais deux ans plus tard, elle a commencé à croître de nouveau, l'Équateur commençant à exporter vers plusieurs pays européens à partir du port de Manta. En 1935, les exportations ont atteint 220 000 "sacs", 552 000 en 1960, presque le double avec 1,018,000 en 1975, et 1,810,000 en 1985. Toutefois, en raison de la récession économique dans les années 1990, les exportations de café ont légèrement baissé. En 2001, le chiffre de 1,062,000 sacs produits chaque année a été atteint, soit l'équivalent de 63,720 tonnes. De ce tonnage, 311 804 a été exporté en grain. En 2001, la superficie de culture du café en Équateur a été estimée à environ 262 060 hectares, et en 2012 les chiffres officiels du gouvernement et de l'industrie indiquaient environ 200 000 hectares, dont 150 000 hectares ont été classés comme étant en production. L’Équateur a une production de café estimée en 2012 à environ 650 000 sacs de 60 kg (le standard international utilisé pour la mesure de la production de café dans le monde entier) avec entre 60 et 70 % de café Arabica et le reste constitué de Robusta.

## Les Provinces de la culture
| La variété de café | Les Provinces                                            |
| ------------------ | -------------------------------------------------------- |
| Arábigo lavado     | El Oro, Manabí, Loja, Guayas et Zamora Chinchipe         |
| Arábigo naturel    | Loja, Manabí, El Oro, Los Ríos et Guayas                 |
| Robusta            | Pichincha, Orellana, Sucumbíos, Guayas, Los Ríos et Napo |

## Exportations
La culture, la production, la commercialisation, l'industrialisation et l'exportation du café sont l'un des plus importants secteurs de l'économie de l'Équateur, c'est pourquoi il est nécessaire que les secteurs privé et public travaillent en coordination les uns avec les autres, afin de promouvoir le développement et de favoriser l'amélioration de la situation socio-économique dans le domaine. Le Consejo Cafetalero Nacional est l'une des institutions en Equateur qui favorisent le développement de l'industrie. CORPEI, COFENAC, et ANCAFE (Asociación Nacional de Exportadores de Café) sont parmi les principales entreprises de café de l'Équateur.
Les agriculteurs dédiés à cette activité, ainsi que l'augmentation des exportations, contribuent de manière importante à l'économie équatorienne. En juin 2012, le café équatorien est exporté vers 29 pays à travers le monde, avec la Russie, la Pologne, l'Allemagne, la Colombie, l'Italie et les Pays-Bas, représentant plus de 80 pour cent du volume total des exportations.